# Nazzareno Natale
Nazzareno Natale (Acquaro, 4 aprile 1938 – Roma, 21 giugno 2006) è stato un attore italiano.

## Biografia
Dopo aver esordito nel film Sodoma e Gomorra (1962), frequentò a Roma il Centro sperimentale di cinematografia, conseguendo il relativo diploma nel 1965.
A partire dalla metà degli anni sessanta Nazzareno Natale recitò in numerosi film, spesso in ruoli di caratterista.
Nel film Detenuto in attesa di giudizio (1971) di Nanni Loy, recitò a fianco di Alberto Sordi, nella parte del detenuto Saverio Guardascione.
Ha recitato anche in un episodio della fiction Don Matteo.
Morì nel 2006.

## Filmografia
- Sodoma e Gomorra (Sodom and Gomorrah), regia di Robert Aldrich (1962)
- Per un pugno di dollari, regia di Sergio Leone (1964)
- Per qualche dollaro in più, regia di Sergio Leone (1965)
- Il buono, il brutto, il cattivo, regia di Sergio Leone (1966)
- Ringo, il volto della vendetta, regia di Mario Caiano (1966)
- Da uomo a uomo, regia di Giulio Petroni (1967)
- Ragan, regia di José Briz Méndez (1967)
- Bang Bang Kid, regia di Giorgio Gentili (1967)
- I giorni dell'ira, regia di Tonino Valerii (1967)
- Oggi a me... domani a te, regia di Tonino Cervi (1968)
- 7 pistole per un massacro, regia di Mario Caiano (1968)
- Viva! Viva Villa! (Villa Rides), regia di Buzz Kulik (1968)
- Serafino, regia di Pietro Germi (1968)
- La morte sull'alta collina, regia di Fernando Cerchio (1969)
- Venga a prendere il caffè... da noi, regia di Alberto Lattuada (1970)
- Detenuto in attesa di giudizio, regia di Nanni Loy (1971)
- Giù la testa, regia di Sergio Leone (1971)
- Bernadette Devlin, regia di Silvio Maestranzi – film TV (1971)
- Fratello homo sorella bona, regia di Mario Sequi (1972)
- Camorra, regia di Pasquale Squitieri (1972)
- No il caso è felicemente risolto, regia di Vittorio Salerno (1973)
- Rappresaglia, regia di George P. Cosmatos (1973)
- Teresa la ladra, regia di Carlo Di Palma (1973)
- Il sorriso del grande tentatore, regia di Damiano Damiani (1974)
- E cominciò il viaggio nella vertigine, regia di Toni De Gregorio (1974)
- Anche gli angeli tirano di destro, regia di Enzo Barboni (1974)
- Il piatto piange, regia di Paolo Nuzzi (1974)
- Il giustiziere di mezzogiorno, regia di Mario Amendola (1975)
- La pupa del gangster, regia di Giorgio Capitani (1975)
- Novecento, regia di Bernardo Bertolucci (1976)
- Squadra antifurto, regia di Bruno Corbucci (1976)
- Squadra antitruffa, regia di Bruno Corbucci (1976)
- La patata bollente, regia di Steno (1979)
- Atsalut pader, regia di Paolo Cavara (1979)
- La cicala, regia di Alberto Lattuada (1980)
- Café Express, regia di Nanni Loy (1980)
- Il vizietto II (La Cage aux folles II), regia di Édouard Molinaro (1980)
- Mia moglie è una strega, regia di Castellano e Pipolo (1981)
- Uno scandalo perbene, regia di Pasquale Festa Campanile (1984)
- Slugs - Vortice d'orrore (Slugs, muerte viscosa), regia di Juan Piquer Simón (1988)
- La partita, regia di Carlo Vanzina (1988)
- L'anno del terrore (Year of the Gun), regia di John Frankenheimer (1991)
- Il ritmo del silenzio, regia di Andreas Marfori (1993)
- Un uomo perbene, regia di Maurizio Zaccaro (1999)
- Don Matteo – serie TV, episodio 3x01 (2002)
- Gangs of New York, regia di Martin Scorsese (2002)
- Raul - Diritto di uccidere, regia di Mauro Bolognini (2005)